# Rhodesiella triinfuscata
Rhodesiella triinfuscata är en tvåvingeart som beskrevs av Cherian 2002. Rhodesiella triinfuscata ingår i släktet Rhodesiella och familjen fritflugor.
Artens utbredningsområde är Mizoram (Indien). Inga underarter finns listade i Catalogue of Life.